# Attack the Block
Attack the Block (bra: Ataque ao Prédio; prt: ETs in da Bairro) é um filme franco-britânico de 2011, dos gêneros comédia (cinema), terror, ação e ficção científica, escrito e dirigido por Joe Cornish (em sua estreia na direção).
Ambientado no sul de Londres, Attack the Block mostra uma gangue de rua adolescente que precisa se defender de predadores alienígenas. Lançado em 11 de maio de 2011, o filme alcançou uma popularidade significativa, com elogios da critica especializada internacionalmente.

## Elenco
- Jodie Whittaker ...... Sam
- John Boyega ...... Moses
- Alex Esmail ...... Pest
- Franz Drameh ...... Dennis
- Leeon Jones ...... Jerome
- Simon Howard ...... Biggz
- Nick Frost ...... Ron
- Luke Treadaway ...... Brewis
- Jumayn Hunter ...... Hi-Hatz
- Danielle Vitalis ...... Tia
- Paige Meade ...... Dimples
- Michael Ajao ...... Mayhem
- Sammy Williams ...... Probs

## Produção
O enredo do filme foi inspirado num assalto sofrido pelo diretor Joe Cornish. Ele percebeu que os jovens assaltantes estavam tão assustados quanto ele e resolveu pesquisar a vida deles.

### Filmagens
Attack the Block está situado em um bairro fictício referido como "The Ends", no filme é dito que é localizado no bairro londrino de Brixton. "The Ends" é na verdade composto de vários conjuntos habitacionais em toda Londres. O diretor Joe Cornish explica:
| “ | Nós queríamos deixar o local bem claro na mente das pessoas, e não tínhamos como ter imagens aéreas de do local, uma vez em que ele não existe. A maneira que usamos foi mostrar uma foto de cima do mapa bem no começo do filme. | ” |

O filme foi gravado em Londres no período de março a maio de 2010, com seis semanas de filmagens noturnas na propriedade Heygate em Elephant and Castle, Campo Myatts, Brixton; estação de metro em Kennington. Cenas interiores foram filmadas nos estúdios Three Mills em Newham, e outra parte no East End de Londres.